# Liste der Biografien/Bo
Liste der Biografien |
Portal Biografien |
Personensuche
# |
A |
B |
C |
D |
E |
F |
G |
H |
I |
J |
K |
L |
M |
N |
O |
P |
Q |
R |
S |
T |
U |
V |
W |
X |
Y |
Z |
?
 
Ba |
Be |
Bd |
Bg |
Bh |
Bi |
Bj |
Bl |
Bm |
Bn |
Bo |
Br |
Bs |
Bu |
Bw |
By |
Bz
 
Boa–Boc |
Bod |
Boe |
Bof |
Bog |
Boh |
Boi–Bok |
Bol |
Bom |
Bon |
Boo |
Bop |
Boq |
Bor |
Bos |
Bot |
Bou |
Bov–Boz
Die Liste der Biografien führt alle Personen auf, die in der deutschsprachigen Wikipedia einen Artikel haben. Dieses ist eine Teilliste mit 20 Einträgen von Personen, deren Namen mit den Buchstaben „Bo“ beginnt.

## Bo
- Bo Bardi, Lina (1914–1992), brasilianische Architektin und Designerin
- Bo Yang (1920–2008), chinesischer Schriftsteller
- Bo Yibo (1908–2007), chinesischer Politiker
- Bó, Armando (1914–1981), argentinischer Schauspieler, Regisseur und Komponist
- Bó, Armando junior, argentinischer Drehbuchautor, Filmregisseur und -produzent
- Bo, Carlo (1911–2001), italienischer Hochschullehrer, Literaturkritiker und Senator auf Lebenszeit
- Bo, Charles Maung (* 1948), myanmarischer Ordensgeistlicher, Erzbischof von Yangon
- Bo, Eddie (1930–2009), US-amerikanischer Musiker
- Bø, Egil á (* 1974), dänischer Fußballspieler
- Bo, Giorgio (1905–1980), italienischer Politiker, Mitglied des Senato della Repubblica
- Bo, Gu (1907–1946), chinesischer Parteiführer und Funktionär der KP Chinas
- Bø, Johannes Thingnes (* 1993), norwegischer BiathletJohannes Thingnes Bø (* 1993)

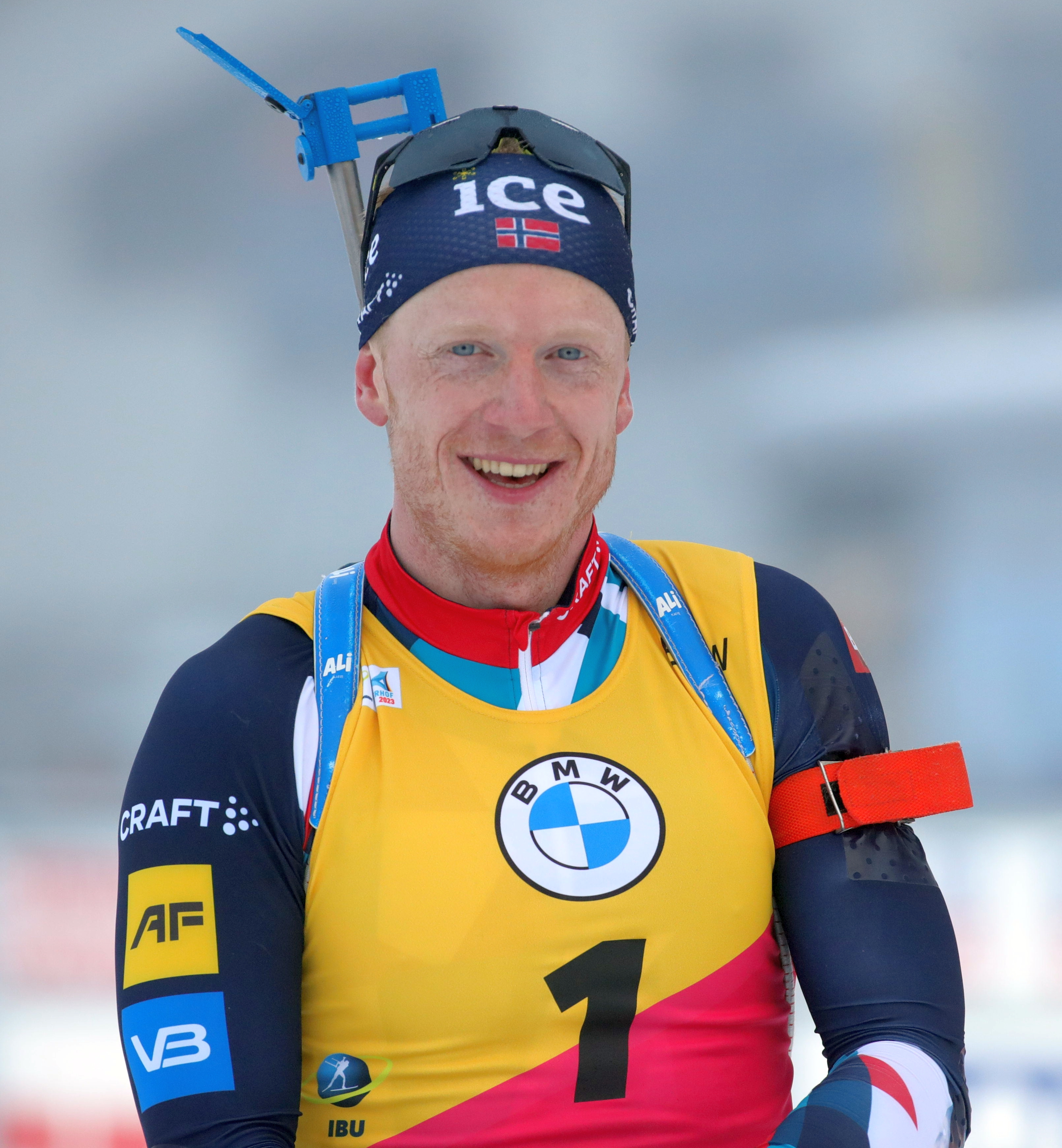
Johannes Thingnes Bø (* 1993)

- Bo, Jørgen (1919–1999), dänischer Architekt
- Bø, Kjersti (* 1987), norwegische Skilangläuferin
- Bo, Lars (1924–1999), dänischer Zeichner
- Bo, Lisa del (* 1961), belgische Sängerin
- Bo, Rong (* 1985), chinesische Badmintonspielerin, später für die USA startend
- Bø, Tarjei (* 1988), norwegischer Biathlet
- Bo, Xilai (* 1949), chinesischer Politiker
- Bo-Boliko Lokonga Monse Mihambo (1934–2018), kongolesischer Politiker, Premierminister der Demokratischen Republik Kongo